# 程溪镇
程溪镇，是中华人民共和国福建省漳州市龙海区下辖的一个乡镇级行政单位。

## 行政区划
程溪镇下辖以下地区：
程溪圩社区、白云村、下庄村、内云村、南坑村、后安村、顶叶村、下叶村、和山村、叶仑村、塔潭村、东马村、东楼村、粗坑村、上坪村、人家村、浮山村、东头村、官园村、洋奎村、奎坑村和浮山农场。